# Фуджівара но Наріко
Фуджівара но Наріко (яп. 藤原得子, 1117 — 22 грудня, 1160) — дружина імператора Тоба і мати імператора Коное. Дочка середнього державного радника Фуджівара но Наґадзане (яп. 藤原長実) та Мінамото но Масако (яп. 源方子). Відома також під іменем Біфукумон-ін (яп. 美福門院).

## Біографія

### Ранні роки
Наріко зростала, оточена любов'ю батька. У історичній оповіді під назвою Імакаґамі (今鏡, «Нове дзеркало») згадується, що Фуджівара но Наґадзане не погоджувався, щоб його дочка виходила заміж за простолюдина. Дядько Наріок по материній лінії, Мінамото но Моротокі (яп. 源師時) писав у своєму щоденнику, що навіть присмерті батько оплакував долю своєї дочки і не міг ні на мить перестати думати про неї.
До Наґадзане були прихильні у дворі, тому що його бабуся Фуджівара но Чікако (яп. 藤原親子) була годувальницею імператора Шіракава. Після смерті батька у 1134 році, Наріко почав опікуватися імператор Тоба і у 1135 році вона народила принцесу Еїші (яп. 叡子内親王). У 1137-му народилася друга дочка, принцеса Акіко (яп. 暲子内親王), а у 1139 році на світ з'явився син, принц Наріхіто, майбутній імператор Коное. Через три місяці Тоба оголосив Наріхіто кронприцом і спадкоємцем імператора Сутоку. Наріко отримала статус придворної дами (ньоґо, 女御) і стала впливовішою за головну дружину Тоба, Фуджівара но Тамако. У 1140 році Наріко усиновила первістка імператора Сутоку, принца Шіґехіто (яп. 重仁親王).

### Мати імператора
Під кінець 1141 року, Тоба примусив Сутоку зректися трону і посадив на його місце свого з Наріко сина, Наріхіто, який почав правити під іменем імператора Коное. Оскільки Наріхіто був усиновлений коханкою Сутоку, Фуджівара но Кійоко, він мав отримати титул «котайші» (яп. 皇太子), але у проголошенні сходження на трон він іменується «котайтей» (яп. 皇太弟), що позначає його як молодшого брата попереднього імператора, а не його сина. Цей факт підсилив антипатію Сутоку до нового імператора. Разом з цим зріс і вплив Наріко. У 1142 році дружина Тоба, Фуджівара но Тамако, була змушена покинути двір і стати монахинею за спробу проклясти Наріко.
У 1148 році Наріко удочерила Фуджівара но Шімеко, дочку свого кузена Фуджівара но Коремічі (яп. 藤原伊通). Це відбулося відразу потому, як Тоба дозволив дочці Фуджівара но Йорінаґа, Фуджівара но Таші, вийти заміж за імператора Коное. Швидше за все Наріко планувала одружити сина саме з Шімеко, тому й удочерила її. Коли у 1150 році Коное досяг повноліття, Таші відразу ж увійшла до його двору, а Шімеко приєдналася на два місяці пізніше. В результаті саме Таші стала головною дружиною (коґо, 皇后), а Шімеко — другою (чюґу, 中宮).
У 1152 році Шімеко завагітніла, але коли прийшов термін народжувати, нічого не відбулося, хоча монахи щодня молилися за неї, а Наріко замовила п'ять статуй Будди в людський зріст. Можливо, це був випадок фантомної вагітності, спричинений очікуваннями та сподіваннями її оточення.

### Після імператора Коное
У 1155 році імператор Коное помер. За трон боролися двоє спадкоємців, усиновлених Наріко — принц Шіґехіто, перший син імператора Сутоку та принц Масахіто, молодший син Сутоку. Було вирішено, що принц Моріхіто стане ченцем у храмі Нінна-джі, а Шіґехіто зійде на трон. Однак знайшлося багато противників такого рішення. У результаті імператором став Масахіто під іменем Ґо-Шіракава, не стаючи кронпринцом. Кронприцом став Моріхіто, який повернувся з Нінна-джі і отримав повну підтримку Наріко, одружившись з її дочкою, принцесою Йошіко.
Імператор Сутоку, незадоволений своїм усуненням з лінії спадкоємців, почав повстання одразу після смерті Тоба (смута Хоґен). Наріко на той момент вже стала монахинею, але продовжувала поширювати свій вплив. Після повстання політичним життям почав керувати Фуджівара но Мічінорі. Наріко домовилася з Мічінорі й у 1158 році принц Моріхіто зійшов на трон як імператор Ніджьо. На жаль, це рішення викликало опозицію і призвело до нового повстання (смута Хейджі).
Наріко померла у палаці Шіракава Ошікоджі-доно (白河押小路殿). Згідно з заповітом, її тіло поховане на горі Коя. У той час жінкам не було дозволено навіть наближчатися до цієї гори, тому таке рішення спричинило хвилю невдоволення.